# Alfa Romeo 105/115 Series Coupés
Автомобили с кузовом купе Alfa Romeo серии 105/115 — это несколько вариантов машин, выпускавшихся итальянской компанией Alfa Romeo в 1963—1977 годы. Серия пришла на смену автомобилю Alfa Romeo Giulietta Sprint. Строились машины на укороченной платформе седанов Giulia Berlina.

## Кузов
Базовый вариант кузова, который использовался на всех моделях, был создан Джорджетто Джуджаро, работавшим в Bertone. Это был один из его первых крупных проектов для Бертоне, и примененные решения в значительной степени заимствованы у его более ранней модели - Alfa Romeo 2000 Sprint/2600 Sprint. Позже даже Jaguar воспользовался схожим стилем для придания шарма и элегантности итальянского дизайна своим машинам. Сбалансированность размеров остекления и металлической части, влияние формы переднего и заднего стекол на форму кабины, фальшрадиаторная решетка и интегрированными фарами - все эти решения были новаторскими для стилистики той эпохи.
Версия с открывающейся крышей (кабриолет) выпускалась ограниченной серией (1000 машин), представляла собой модификацию базового автомобиля, произведенную миланским кузовным ателье Touring, и в каталогах предлагалась как модель Alfa Romeo под названием Giulia Sprint GTC.
Кроме того, было произведено небольшое количество машин с абсолютно другим аэродинамичным двухместным кузовом - GT Junior Zagato. Дизайн этого автомобиля был разработан Эрколе Спада, работавшим в миланском кузовном ателье Zagato. Эти автомобили в каталогах были представлены под именами GT 1300 Junior Zagato и, позже - GT 1600 Junior Zagato.

## Технические особенности
Все модели оснащались четырёхцилиндровыми легкосплавными двигателями Alfa Romeo Twin Cam различного объема: от 1290 см3 до 1962 см3, все с двумя клапанами на цилиндр. Все версии этого двигателя, устанавливаемые на купе серии 105, оснащались двумя карбюраторами, за исключением моделей 1750 GTV и 2000 GTV, которые поставлялись на рынок США с системой впрыска топлива. Головки блоков цилиндров гоночных версий имели по две свечи на цилиндр (Twin Spark). Общими для всех моделей были также 5-ступенчатая механическая трансмиссия и дисковые тормоза на всех колесах. В задней подвеске использовался неразрезной мост на пружинах. На поздних моделях в качестве опций были доступны кондиционер и задний дифференциал с частичной блокировкой.

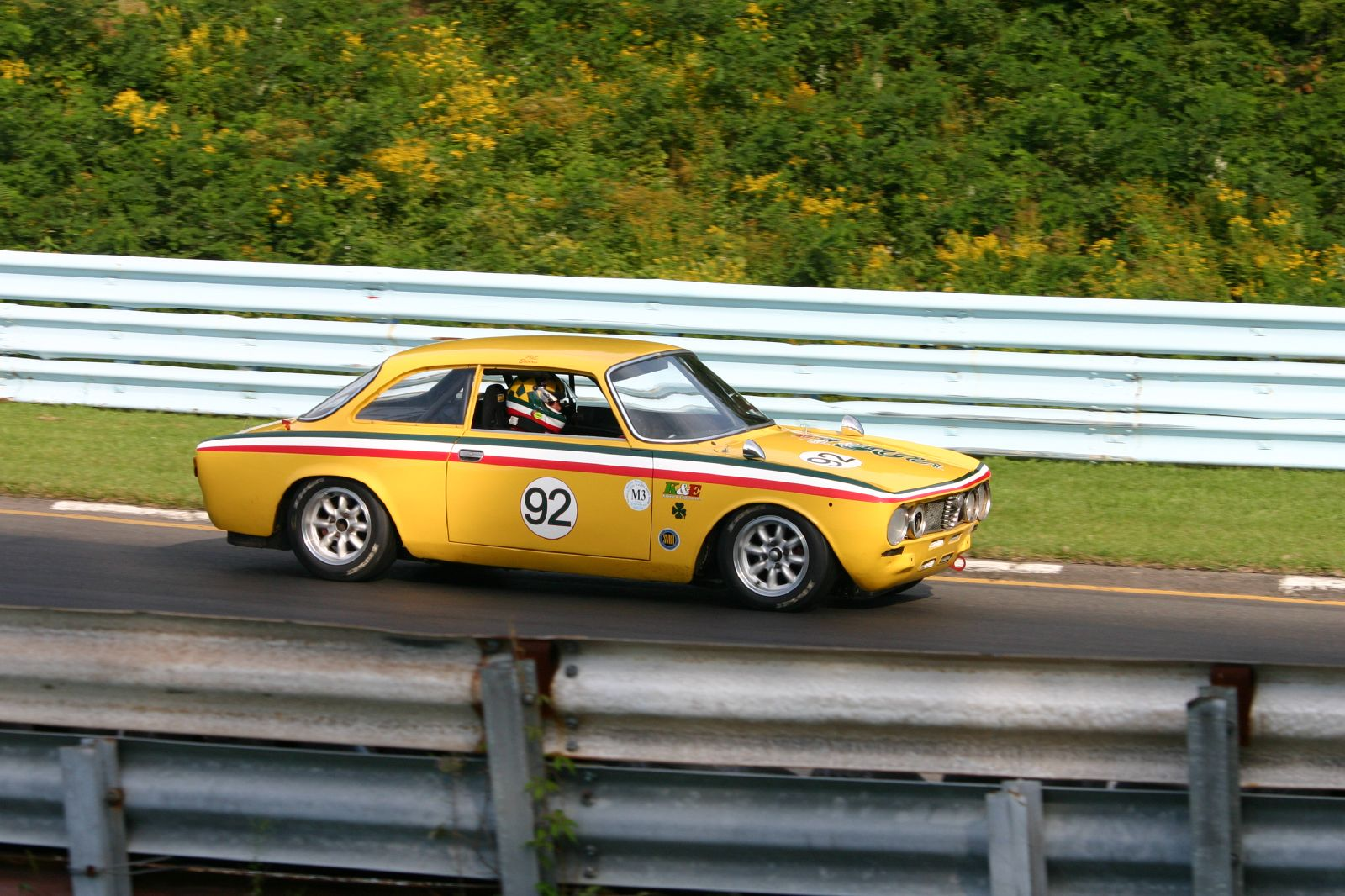
GTV в классической гонке Уоткинс-Глен в 1972 году.

## Модели. Общая информация
| Модель         | Годы производства | Выпущено, ед. |
| -------------- | ----------------- | ------------- |
| Sprint GT      | 1963 - 1966       | 21,542        |
| Sprint GTC     | 1964 - 1966       | 1,000         |
| Sprint GTV     | 1965 - 1968       | 14,240        |
| 1750 GTV       | 1968 - 1973       | 44,269        |
| 2000 GTV       | 1971 - 1976       | 37,459        |
| GT 1300 Junior | 1965 - 1977       | 91,195        |
| GT 1600 Junior | 1972 - 1976       | 14,299        |

В название всех версий купе серии 105 в том или ином виде входила аббревиатура GT (Gran Turismo). Различные модели данного автомобиля в целом можно разделить на две основных категории.
С одной стороны, выпускались различные Gran Turismo (GT) и Gran Turismo Veloce (GTV), (veloce - по-итальянски "быстро"). Подразумевалось, что это наиболее спортивные автомобили в линейке Alfa Romeo, которые хорошо продавались среди автомобилистов-энтузиастов по всему миру. Первой доступной моделью стала Giulia Sprint GT (1963), которая в 1965 году эволюционировала в Giulia Sprint GT Veloce (1965), далее - 1750 GTV (1968) и 2000 GTV (1972–1976), у которых рабочий объем двигателей вырос с 1570 см3 (Giulia Sprint GT/GTV) до 1779 см3 (1750 GTV) и далее до 1962 см3 (2000 GTV). Ограниченная серия кабриолетов (1000 машин) Giulia Sprint GTC базировалась на Giulia Sprint GT, переделанных в ателье Touring, в Милане. Они выпускались на протяжении всего двух лет: с 1964 по 1966.
С другой стороны - модели GT Junior, оснащавшиеся двигателями меньшего рабочего объема. GT Juniors в больших количествах продавались клиентам, которые хотели иметь спортивный и стильный автомобиль с хорошей управляемостью, но либо не нуждались в двигателях высокой мощности, либо не готовы были к налоговому бремени на двигатели большого объема на некоторых рынках - особенно на домашнем для Alfa Romeo итальянском. Модели Junior появились в 1966 году, первой из них стала GT 1300 Junior 1966. Выпуск 1300 Junior с двигателем 1290 см3, с модификациями, заимствованными по мере развития моделей GT и GTV, продолжался до 1976 г. С 1972 года также началось производство модели GT 1600 Junior с двигателем 1570 см3.
1300 Junior и 1600 Junior также выпускались с полностью другим аэродинамичным двухместным кузовом, созданным Эрколе Спада из ателье Zagato, Милан. Названия этих машин - GT 1300 Junior Zagato и GT 1600 Junior Zagato соответственно.
Автомобили обеих категорий использовались для выпуска версий GTA ("Allegerita", или "облегченная"), которые предназначались специально для омологации спортивных автомобилей в соответствующих по рабочему объёму гоночных классах. GTA представляли собой автомобили, сильно модифицированные для гонок, поэтому продавались они по значительно более высоким ценам, чем стандартные модели, и, соответственно, продавались в значительно меньших количествах. Практически все сделанные GTA участвовали в гонках, где имели весьма продолжительную историю успеха в разных классах и категориях. Эти модели включают: Giulia Sprint GTA, GTA 1300 Junior и GTAm (сильно модифицированная версия GTA, построенная Autodelta).
Хоть обычно этот автомобиль и не рассматривается как одна из версий 105-й серии, Alfa Romeo Montreal использовала усиленные и несколько модифицированные панель пола и подвеску автомобилей 105-й серии.

## Модели GT и GTV

### Giulia Sprint GT
Тип: 105.02. Двигатель: 00502.
Giulia Sprint GT была первой из представленных моделей. Она выпускалась с 1963 по 1966 годы. Имела кузов от Bertone с характерной ступенькой между панелью передка с решёткой радиатора, и крышкой капота, высота ступеньки составляла 1/4 дюйма. Наиболее просто отличить её от других моделей по следующим признакам:
- Эмблемы: хромированная надпись "Giulia Sprint GT" на крышке багажника, одна круглая эмблема Alfa Romeo спереди, таблички Bertone на передних крыльях за колесными арками.

- Плоская хромированная решётка фальшрадиатора, с прямой прямоугольной сеткой без перекладин.
- Хромированные бамперы, выполненные в виде одной детали.
- Панель приборов с наклонной плоской поверхностью, покрытой серым пластиком.

Автомобиль оснащался двигателем объёмом 1570 см3 (Диаметр цилиндра - 78 мм, ход поршня - 82 мм, объём масла 6,38 л., объём системы охлаждения 7,41 л.). Тормоза - дисковые, производства Dunlop, на всех колесах. Задние тормоза имели необычную конструкцию: вспомогательные цилиндры монтировались на трубах полуосей и управляли суппортами с помощью тяг и рычагов. Всего было произведено 31,955 Sprint GT.

### Giulia Sprint GTC
Тип: 105.25. Тип автомобиля с правым рулем: 105.29. Двигатель: 00502.
Giulia Sprint GTC представляла собой кабриолет, произведенный очень ограниченным числом экземпляров, что делает её сегодня очень редкой. Суммарное производство право- и леворульной версий составило 1000 экземпляров. Для Британского и Южноафриканского рынков было произведено всего 99 машин Автомобиль базировался на Giulia Sprint GT, модификации производились ателье Touring из Милана. Отличительной чертой, помимо кабрио-крыши, являлась отделка передней панели черным пластиком вместо серого. На крышке багажника имелась надпись "Giulia Sprint GTC".
Для сохранения жесткости кузова, которая резко снижалась при удалении жесткой крыши и стоек, в Carrozzeria Touring усиливали некоторые его части. В ходе производства модели Touring несколько раз модифицировали усилители для большего увеличения жесткости.
Уже к моменту постановки Giulia Sprint GTC фирма Carrozzeria Touring испытывала финансовые затруднения. В скором времени после окончания производства этой модели, компания свернула бизнес.

### Giulia Sprint GT Veloce
Тип: 105.36. Тип автомобиля с правым рулем: 105.37. Двигатель: 00536.
Модель Giulia Sprint GT Veloce была очень похожа на предшествующую - Giulia Sprint GT. Двигатель подвергся незначительным изменениям, которые прибавили его мощности всего 3 л.с., но при этом значительно увеличили крутящий момент. Наиболее просто отличить эту модель по следующим внешним признакам:
- Внешние маркировки соответствуют модели Giulia Sprint GT, с двумя дополнениями: круглые эмалированные значки на задних стойках с зеленым Quadrifoglio Verde (четырехлистный клевер) на фоне цвета слоновой кости, и хромированная надпись "Veloce" на задней панели.
- Фальшрадиаторная решётка с тремя горизонтальными хромированными перекладинами.
- Панель приборов с плоской наклонной панелью, как и на Giulia Sprint GT, однако отделанная "под дерево" (впервые такая отделка появилась на GT 1300 Junior).
- конструкция передних сидений стала слегка "ковшеобразной".
- На решётке радиатора появилось 7 перекладин вместо 6.
- Бамперы из нержавеющей стали вместо хромированных бамперов из обычной стали на Giulia Sprint GT. Форма бамперов осталась прежней, но теперь они делались из двух (передний) или трёх (задний) деталей, скрепляющие заклёпки прикрывались небольшими крышками.

Первые Giulia Sprint GT Veloce имели такие же дисковые тормоза Dunlop, как и Giulia Sprint GT. На более поздних экземплярах их сменили дисковые тормоза ATE, впервые появившиеся на GT 1300 Junior в 1966 году. Тормоза ATE имели интересную и более эффективную конструкцию ручного тормоза на задних колёсах, для которой внутри отливок тормозных дисков имелись барабанные тормозные механизмы.
Всего до окончания производства было выпущено 14,240 Giulia Sprint GT Veloce.

### 1750 GT Veloce
Тип: 105.44. Тип автомобиля с правым рулем: 105.45. Двигатель: 00548
Тип для рынка США: 105.51. Двигатель: 00571.
Модель 1750 GTV появилась в 1967 вместе с седаном 1750 Berlina и кабрилотелом 1750 Spider.  На всех трёх автомобилях использовался один и тот же двигатель: такая рационализация была применена для Alfa Romeo впервые.
1750 GTV сменила Giulia Sprint GT Veloce и имела множество усовершенствований и изменений. Наиболее значительным было увеличение объёма двигателя до 1779 см3 (Диаметр цилиндра - 80 мм, ход поршня - 88,5 мм, ёмкость масляной системы - 6,61 л., ёмкость системы охлаждения - 9,58 л.). Максимальная мощность выросла до 122 л.с. при 5500 об/мин. Ход поршня, по сравнению с двигателем 1,6 л. вырос с 82 до 88,5 мм, предельные обороты снизились с 7000 до 6000 об/мин. Максимальный момент вырос до 186 Н/м при 3000 об/мин. Передаточное число главной передачи выросло до 10/41 (с 9/41), при этом передаточные числа в КПП остались неизменными. В результате, "на бумаге" динамика по сравнению с Giulia Sprint GT Veloce улучшилась совсем незначительно, на практике же управление автомобилем значительно упростилось, а средние скорости при быстрых поездках - возросли. Для рынка США двигатель 1779 см3 оснащался системой впрыска топлива, поставляемой подразделением компании Alfa Romeo - SPICA, для соответствия вступавшим в то время в силу нормативам по выбросам. С 1971 года впрыск топлива появился и на машинах для канадского рынка. На остальных рынках система питания осталась карбюраторной.
Шасси также было подвергнуто значительной модификации. Размер шин со 155/15 был изменён на 165/14, размер колесных дисков - с 5J x 15 на 5 1/2J x 15, что увеличило ширину колес и слегка снизило диаметр. Также, была пересмотрена конструкция подвески, в задней подвеске появился стабилизатор поперечной устойчивости. На автомобили устанавливались дисковые тормоза ATE, при этом диаметр передних дисков и размер суппортов был большим, чем на GT 1300 Junior и поздних Giulia Sprint GT Veloce. Изменения привели к значительному улучшению управляемости и тормозных характеристик, что также облегчало водителям задачу поддержания более высокой средней скорости при быстрой езде.
Внешность 1750 GTV также значительно отличалась от более ранних моделей. Новый внешний вид обрела передняя часть: с неё исчезла "ступенька" в сочленении передка и капота, имевшаяся на Giulia Sprint GT, GTC, GTA и ранних GT 1300 Junior, и появились четыре фары головного света. В 1971 модельном году, модели 1750 GTV для рынка США получили большие задние фонари (Alfa Romeo 1970 модельного года на рынке США не было). Кроме того, на крышке багажника помимо хромированной надписи "1750" появилась круглая эмблема Alfa Romeo. Значки Quadrofoglio Verde, подобные таковым на Giulia Sprint GT Veloce, также устанавливались на задних стойках крыши, однако цвет с зеленого сменился на золотой. Также на автомобиле появились более высокие задние колесные арки, впервые появившиеся на GT 1300 Junior.
По сравнению с более ранними моделями, значительные изменения произошли и в интерьере. Так, появилась новая передняя панель с большими спидометром и тахометром, расположенными ближе к линии взгляда водителя. Инструменты были установлены более вертикально, что позволило избежать бликов, которые были вызваны более пологой установкой приборов на ранних моделях. С другой стороны, вспомогательные инструменты были перемещены в угловую часть центральной консоли, дальше от линии взгляда водителя, чем раньше. На новых сиденьях появились регулируемые подголовники, которые объединялись с верхней частью спинки сиденья, когда были полностью опущены. Ручки стеклоподъемников, дверей и открывания поворотных форточек также были изменены. Ручка дистанционного открывания багажника, расположенная на внутренней стороне дверного проема на средней стойке прямо под фиксатором дверного замка была перенесена с правой стороны машины на левую. Местоположение этой детали всегда зависело от того, был ли автомобиль с левым или правым рулем.
Ранние (Серия 1) машины 1750 GTV имели такие же бамперы, как и Giulia Sprint GT Veloce, передний бампер был изменен для установки габаритных и поворотных огней над его углами или под ними на машинах для американского рынка.
1750 GTV серии 2 (1970 год) получили дополнительные механические изменения, включая двухконтурную тормозную систему (разные контуры для передних и задних колес с раздельными усилителями). Педали тормоза и сцепления на машинах с левосторонним рулевым управлением вместо напольных стали подвесными. На машинах с правым рулем они остались напольными, так как для подвесной конструкции не было места из-за карбюраторов. Внешне машины второй серии отличаются новыми, более узкими бамперами с "клыками" спереди и сзади. Объединенные с габаритными огнями указатели поворота теперь устанавливались не на бамперы, а на переднюю панель - опять же, за исключением версий для рынков США/Канады 1971-72 годах. Интерьер был изменен незначительно, сиденья в основном сохранили внешний вид, однако дизайн их несколько упростился.
Всего до смены на новую модель было произведено 44.269 автомобилей модели 1750 GTV.

### 2000 GT Veloce
Тип: 105.21. Тип автомобиля с правым рулем: 105.22.
Тип для рынка США: 11501. Двигатель: 01500.
2000 GTV была представлена в 1971 году, вместе с седаном 2000 Berlina и родстером 2000 Spider. Модель 2000 сменила 1750. Вновь подвергся модернизации двигатель. Его рабочий объем, путём изменения диаметра цилиндра и хода поршня до 84 мм × 88.5 мм, соответственно, был увеличен до 1962 см3. Объем радиатора и системы смазки остались прежними. Двигатель развивал 132 л.с. (97 кВт) при 5500 об/мин с впрыском топлива SPICA, которая, как и раньше, устанавливалась только на автомобили, импортируемые в США и Канаду. Во все остальные страны поставлялись автомобили с карбюраторной системой питания, мощность двигателя с которой, официально, не отличалась от вышеуказанной.
Отделка интерьера также изменилась. Наиболее заметным отличием было появление выделенной панели приборов вместо шкал, установленных в переднюю панель салона на более ранних машинах.

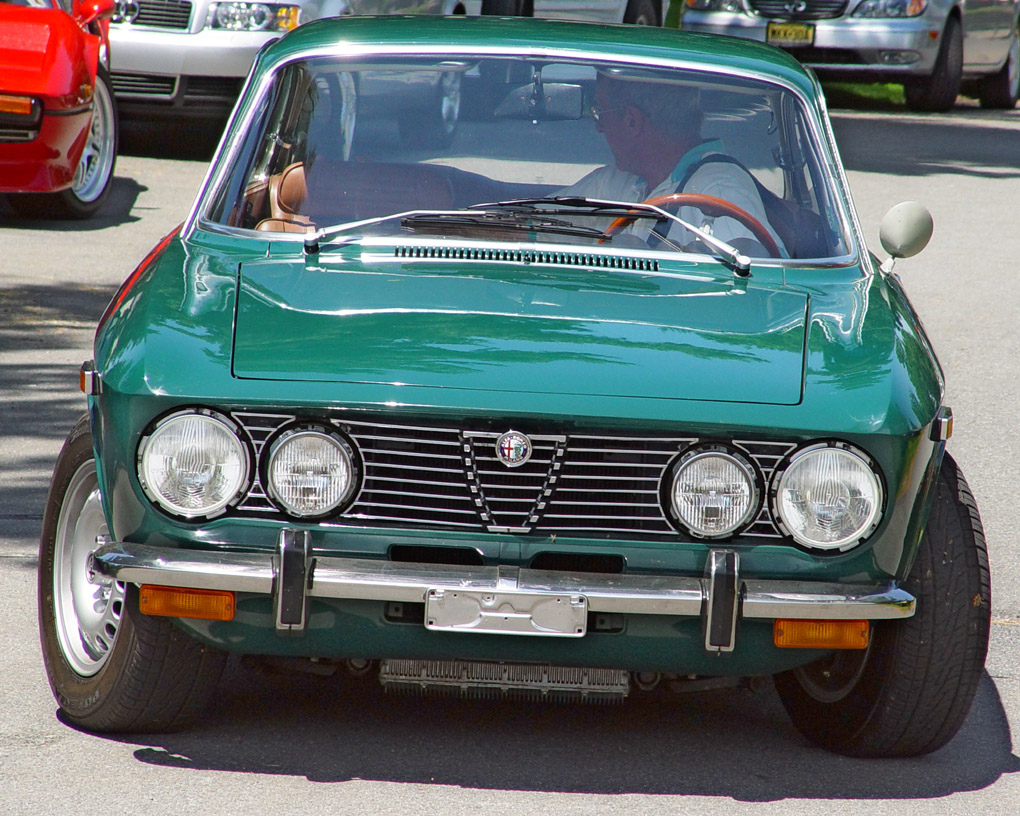
Проще всего модель 2000 GTV отличить по иной решетке радиатора. Начиная с 1974 года, она стала стандартной и для моделей GT 1300 Junior и GT 1600.

Внешне, автомобили 2000 GTV легче всего отличить по следующим признакам:
- решетка радиатора, набранная из горизонтальных хромированных полос с выступающей вперед средней частью, формирующей традиционный для Alfa Romeo треугольный щит;
- Колесные колпаки меньшего размера, с открытыми болтами крепления колес;
- В качестве опции были доступны алюминиевые колесные диски того же размера, что и стандартные стальные: 5. 1/2J × 14; дизайн дисков напоминал самолетные турбины, и впервые такие диски были представлены на Alfa Romeo Montreal;
- Задние фонари большего размера, впервые появившиеся на 1750 GTV для североамериканского рынка, на 2000 GTV стали стандартными для всех рынков. Боковые габаритные огни стали больше, и из них исчезла мигающая секция указателя поворота.

Начиная с 1974 года, купе 105-й серии были переработаны, и вышеописанные внешние отличия стали общими и для моделей GT 1300 Junior и GT 1600 Junior, и различие между версиями стало заметным только по небольшому числу разных деталей. Последним модельным годом для GTV на рынке США стал 1974, см. ниже.
Всего до окончания производства было сделано 37,459 автомобилей модели 2000 GTV.

## Модели GT Junior

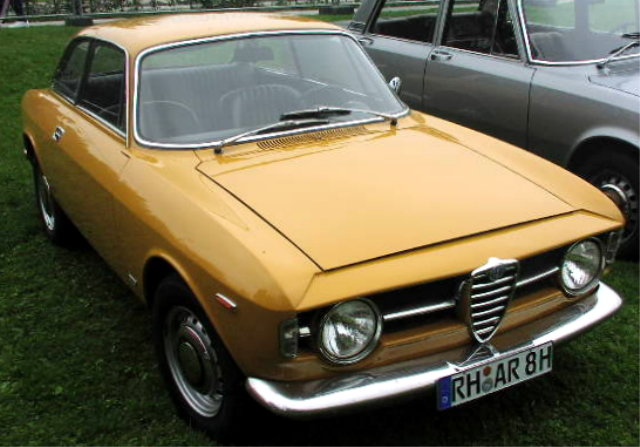
1968 GT 1300 Junior

### GT 1300 Junior
Тип: 105.30. Тип автомобиля с правым рулем: 105.31. 
Двигатель: 00530. Двигатель с 1974 г.: 00530*S.
Модель GT 1300 Junior была моделью начального уровня среди автомобилей Alfa Romeo с кузовом купе. Она была представлена в 1965 году как замена для купе Giulia Sprint 1300 серии 101, которая, в свою очередь, была последней ступенью модернизации моделей серии Giulietta Sprint/
GT 1300 Junior оснащалась двигателем Twin Cam объёмом 1290 см3 с двумя распредвалами (диаметр цилиндра 74 мм, ход поршня 75 мм). Таким же, который устанавливался на модель Giulietta, хотя и модернизированным для серии 105. Двигатель небольшого объёма позволил покупателям остановить свой выбор на купе Alfa Romeo, избегая, при этом, повышенных налогов на автомобили с большими двигателями, особенно на домашнем для марки итальянском рынке.
Мощность двигателя, в сравнении с другими модификациями, была на нижней ступени, и составляла 89 л.с. (66 кВт). Тем не менее, максимальная скорость, превышающая 160 км/ч и время разгона 0-60 миль/ч, составляющее 12,6 с., были очень хорошими показателями для полноразмерного купе с двигателем объемом всего 1,3 л.
GT 1300 Junior производился более 10 лет. На протяжении этого времени модель получила множество заводских доработок, которые делались для моделей с двигателем большего объёма.
Первые выпущенные GT 1300 Junior базировались на Giulia Sprint GT с упрощенным интерьером. Главной отличительной чертой была черная решетка радиатора со всего одной хромированной полосой. Передаточное отношение главной передачи было таким же, 9:41, но передаточное число 5-й передачи было изменено на 0,85, вместо 0,79 на других купе 105-й серии.

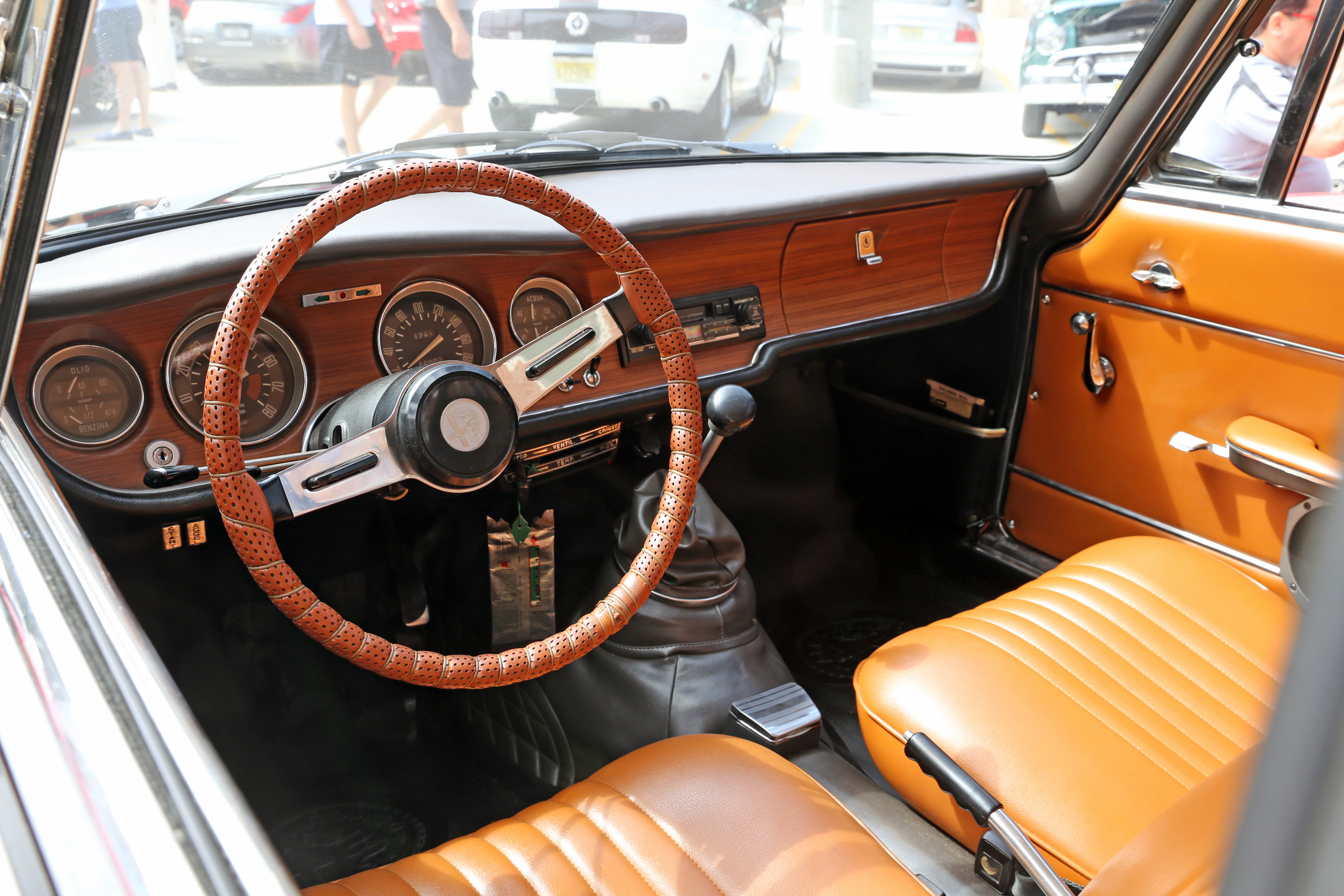
Интерьер GT1300 Junior 1965 - 1968 годов

Как и Giulia 1300 Ti, GT 1300 Junior был одной из первых машин, на которую устанавливались дисковые тормоза  ATE, которые позже применялись на всей 105-й серии - взамен дисков Dunlop на более ранних автомобилях. Первые GT 1300 Junior не оснащались усилителем тормозов, и имели заниженные арки задних колес, как и Giulia Sprint GT и Giulia Sprint GTV. Начиная с 1967 усилитель появился в качестве стандартного оснащения, вместе с ним стали выше и задние колесные арки, такие же, какие позже появились и на 1750 GTV.
В 1968 году, одновременно с заменой Giulia Sprint GT Veloce на 1750 GTV, модель GT 1300 Junior была модернизирована с использованием множества новых деталей от 1750 GTV. Это включало переднюю панель, подвеску, и размер колес, который сменился на 5,5 × 14J вместо 4,5 × 15J. Тем не менее, этот модернизированный GT 1300 Junior сохранил раннюю "ступеньку" на передней части. Еще одна интересная деталь - это то, что, как и на модели 1750 GTV, рычажок удаленного открывания багажника, установленный внутри дверного проема на средней стойке под фиксатором замка, переместился с правой стороны на левую. Расположение этой детали никогда не зависело от того, с какой стороны на машине стоял руль. Эта серия GT 1300 Junior была единственной моделью со "ступенчатым носом", на которой данная деталь находилась с левой стороны. Все прочие модели с такой передней частью - Giulia Sprint GT, Giulia Sprint GT Veloce и ранние GT 1300 Junior с плоской передней панелью - имели его справа.
Начиная с 1968 года, все модели Alfa Romeo для рынка США оснащались системами впрыска вместо карбюраторов, чтобы соответствовать законодательству по выбросам. Единственными моделями 105-й серии, на которых на классический двигатель Twin Cam была установлена система впрыска топлива, были 1750 для американского рынка и сменившая её в середине 1972 года. 2000 для него же. Ни одна из моделей Alfa Romeo 1300 или 1600 не выпускались с впрыском.
В 1970 году. Junior снова был модернизирован, получив такую же носовую часть, как и 1750 GTV: уже без ступеньки, но всего с двумя фарами.
В 1972 году. появились новые колесные диски с уменьшенными колпаками и открытыми болтами, как на модели 2000 GTV. Тогда же была представлена модель GT 1600 Junior, которая далее выпускалась вместе с GT 1300 Junior. Поставки праворульных GT 1300 Junior на рынок Великобритании были прекращены, хотя такие модели для других рынков с правым расположением руля по-прежнему продавались.
Начиная с 1974 года GT 1300 Junior и GT 1600 Junior вновь были модернизированы, став похожими на 2000 GTV, и получили новые обозначения: 1.3 GT Junior и 1.6 GT Junior. См. ниже.